# 노스트로모

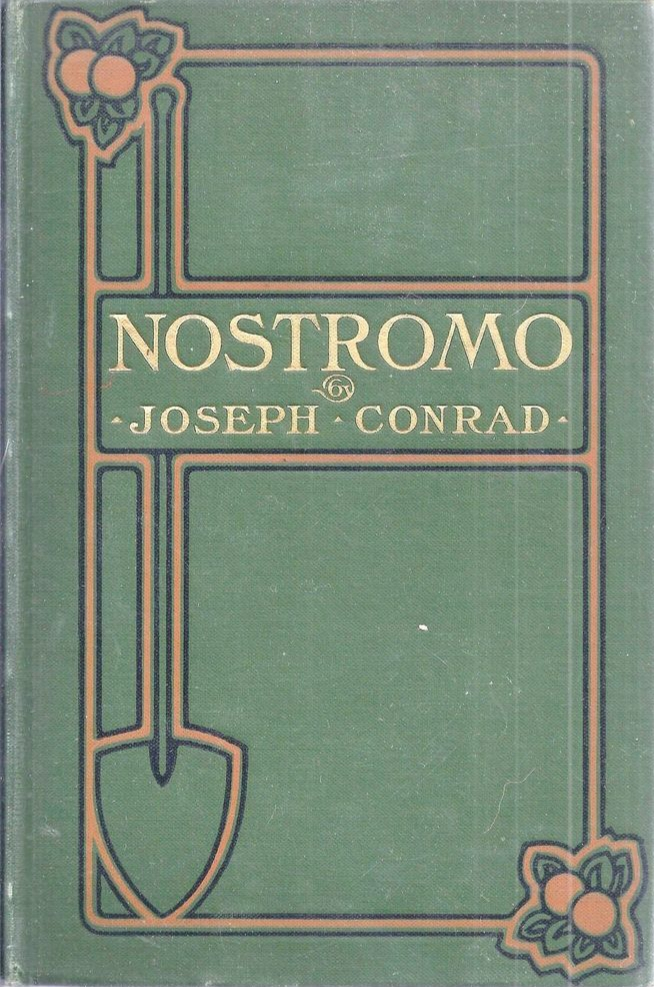

노스트로모(Nostromo: A Tale of the Seaboard)는 가공의 남아메리카 공화국 코스타구아나(Costaguana)를 배경으로 하는 조지프 콘래드의 1904년 소설이다. 처음에 T.P's Weekley의 월간 연재소설로 출판되었다.
1998년 모던 라이브러리는 노스트로모를 20세기 100대 최고의 영어 소설 중 47번째로 순위를 올렸다. 콘래드의 장편 소설 중 최고의 작품 가운데 하나로 종종 간주된다. F. 스콧 피츠제럴드는 한때 "다른 어떠한 소설보다 노스트로모의 작품을 쓰는 것이 낫겠다."고 언급했다.